# Distrito de Amuru
O distrito de Amuru é um distrito no norte de Uganda, na África. Como a maioria dos distritos de Uganda, recebeu o nome de sua 'cidade principal', Amuru, onde está localizada a sede do distrito.

## Localização
O distrito de Amuru faz fronteira com o distrito de Adjumani ao norte, o Sudão do Sul e o distrito de Lamwo a nordeste, o distrito de Gulu a leste, o distrito de Nwoya ao sul, o distrito de Nebbi a sudoeste e o distrito de Arua a oeste. A sede administrativa do distrito de Amuru está localizada a aproximadamente 60km, por estrada, a noroeste de Gulu, a maior cidade da sub-região.

## Visão geral
O distrito de Amuru foi estabelecido pelo Parlamento de Uganda em 2006. Antes disso, o distrito fazia parte do distrito de Gulu. O distrito de Amuru, juntamente com o distrito de Agago, o distrito de Gulu, o distrito de Kitgum, o distrito de Lamwo, o distrito de Nwoya e o distrito de Pader, faz parte da maior sub-região de Acholi, lar de cerca de 1,5 milhão de pessoas da etnia Acholi, de acordo com o censo nacional de 2002. O distrito é predominantemente rural, não tendo estrada pavimentada, apesar da sua dimensão.

## População
O censo populacional nacional de 1991 estimou a população do distrito em cerca de 88.700. O censo nacional de 2002 estimou a população do distrito de Amuru em cerca de 135.700. A população distrital cresceu a uma taxa anual de 2,8% entre 2002 e 2012. Estima-se que a população do distrito em 2012 era de aproximadamente 178.800 habitantes.